# 立入禁止区域

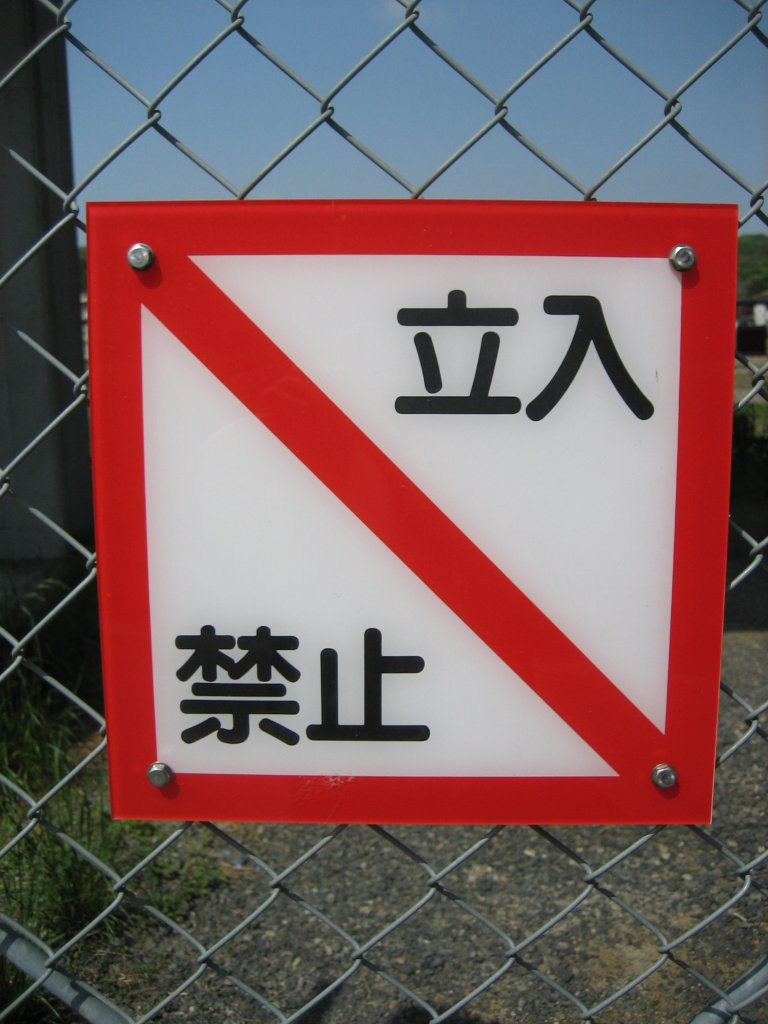
立入禁止

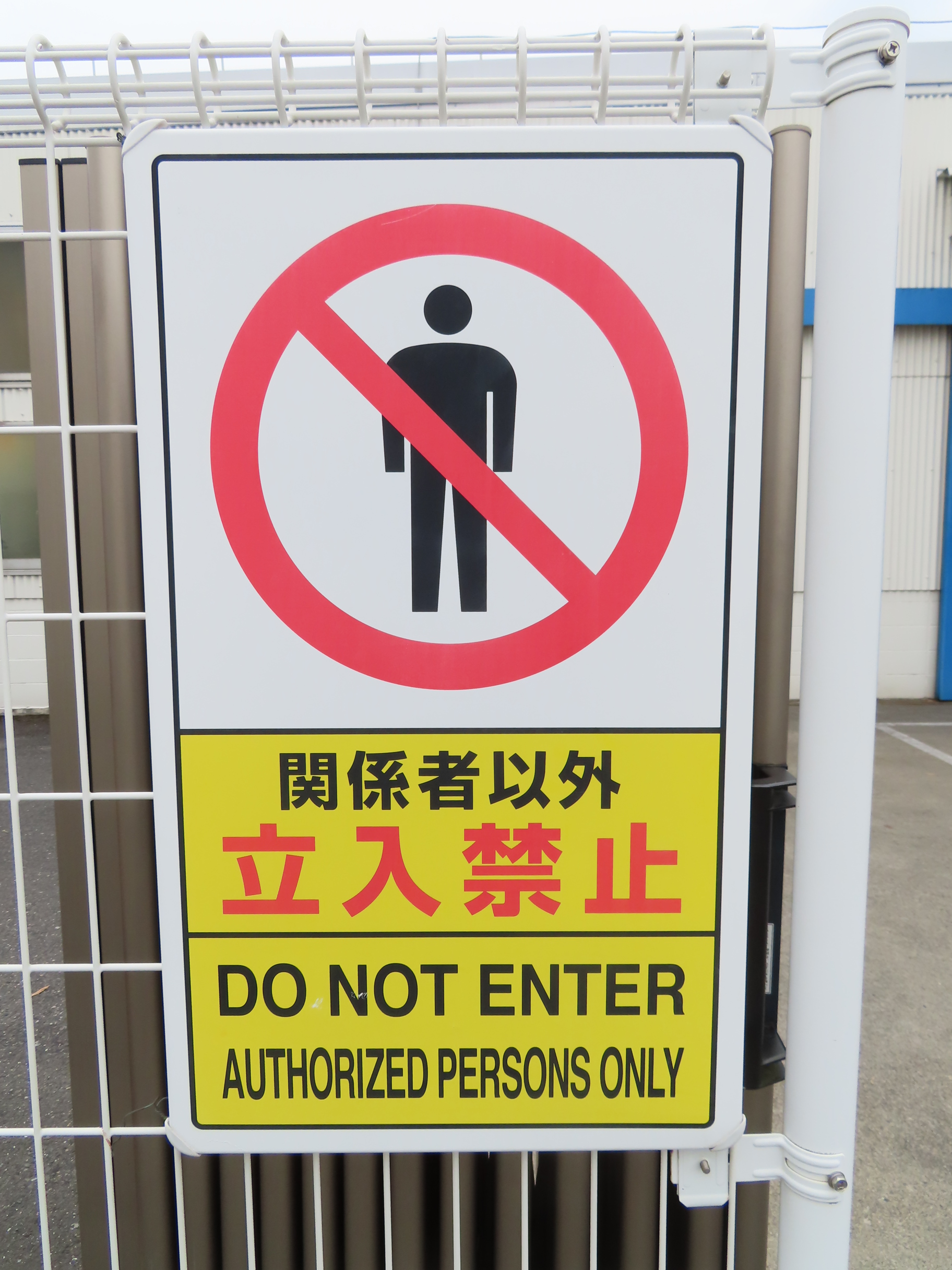
関係者以外立入禁止

立入禁止区域（たちいりきんしくいき）とは、多くの場合は公共の場であっても様々な理由で人が立ち入ることが禁止されている区域のことである。

## 概要
一時的である場合と、恒久的に定められている場合が存在する。一般的に災害や環境や伝染病などに関する事柄で問題が存在しているため、人命の安全を考慮した上でこのような措置がとられている。「関係者以外立入禁止」とすることも多い（報道機関も含める場合もある）。
日本においては、大きな災害が発生した地域において、災害対策基本法に基づき特定の場所を警戒区域として立入禁止区域とすることがある（諸外国での避難命令に該当）。2013年6月現在では火山の噴火などの影響により雲仙普賢岳・平成新山周囲、桜島の火口周辺が長期間にわたり警戒区域に指定されている。その他、三宅島の山頂付近も立入禁止区域となっているが、警戒区域に指定されてはいない。また2011年3月11日に発生した福島第一原子力発電所事故での放射性物質の漏洩により、警戒区域に指定された場所があり、これらは2013年5月までに見直され、帰還困難区域に指定された場所は引き続き立入禁止区域とされている。
店舗・劇場・名所・公園（例：芝生の養生が理由）などでは柵が設置されていたり、張り紙などで客にとっての立入禁止区域が表示されている。
また、チュックボールや東京24時間鬼ごっこなどのスポーツや遊戯などのルールとして、立入禁止区域が存在していることがある。

## 立ち入り禁止を示す器具
- 看板
- 止め石・コンクリートブロック
- 監視カメラ
- 有刺鉄線
- フェンス
- 立入り規制を示したテープ

## 立入禁止区域の例
- 私有地 - 無断で立ち入った場合、日本では軽犯罪法第1条32号「入ることを禁じた場所又は他人の田畑に正当な理由がなくて入つた者」などにより処罰対象となる。
- 種の保全 - 日本では南硫黄島原生自然環境保全地域の例がある。
- 北センチネル島（インド） - 原住民が接触したがらない為（病気流入、文化的な衝突が発生したため）
- ウーメラ立入制限区域（オーストラリア） - 軍事基地、セキュリティと不発弾などの危険があるため。
- 建設・修復・保全・解体などなにかしらの作業
- 放射性物質汚染のため - チェルノブイリ原子力発電所事故や福島第一原子力発電所事故などでは広範囲にわたる放射性物質汚染が発生し立入禁止となっている区域がある。
- 火山による危険 - 普賢岳（長崎県雲仙市）、桜島（鹿児島県鹿児島市）、三宅島（東京都三宅村）などに火山による危険を防止するための立入禁止区域がある。
- 遺跡の保全 - ラスコー洞窟など
- 神域 - 神聖な場所（区域）など・「禁足地」とも称される。